# Boreostoma
Boreostoma is een geslacht van kreeftachtigen uit de klasse van de Ostracoda (mosselkreeftjes).

## Soorten
- Boreostoma arcticum Elofson, 1941
- Boreostoma bingoense (Okubo, 1977) Schornikov, 1993
- Boreostoma coniforme (Kajiyama, 1913) Schornikov, 1993
- Boreostoma kunashiricum (Schornikov, 1974) Schornikov, 1993
- Boreostoma kurilense (Schornikov, 1974) Schornikoy, 1993
- Boreostoma nigromaculatum (Schornikov, 1974) Schornikov, 1993
- Boreostoma pedale (Hiruta, 1975) Schornikov, 1993
- Boreostoma spineum (Hiruta, 1975) Schornikov, 1993
- Boreostoma ussuricum (Schornikov, 1974) Schornikov, 1993
- Boreostoma variabile (Baird, 1835) Schornikov, 1993 †
- Boreostoma yatsui (Kajiyama, 1913) Schornikov, 1993